# المقامرون المجهولون
تأسست «المقامرون المجهولون (GA)» في عام 1957 وهي زمالة دولية للأشخاص الذين يعانون مشكلة المقامرة القهرية. يجتمعون بانتظام لمشاركة «تجاربهم وقوتهم وأملهم» الشرط الوحيد للعضوية هو الرغبة في وقف المقامرة، حتى يتمكنوا من مساعدة بعضهم البعض في حل المشكلات القهرية. كما هو مذكور في صفحة كتاب «GA Combo2».
يستخدم المقامرون المجهولون مصطلح «المقامرة القهرية» بدلًا من «المقامرة المرضية» أو «مشكلة المقامرة» أو «اضطراب المقامرة»، وهي مصطلحات يفضلها الأطباء والجمعية الأمريكية للطب النفسي (APA).

## السيرة الذاتية
تأسست المقامرون المجهولون في عام 1957 على يد جيم ويليز. كان جيم مدمنًا على الكحول استخدم تجربته في مدمني الكحول المجهولين كأساس في تشكيل المقامرون المجهولون في برنامج 12 خطوة.
بسبب الدعاية الإيجابية من قبل كاتب العمود الصحفي والمعلق التلفزيوني بول كوتس، من مرآة لوس انجليس المقامرون المجهولون، عقد اجتماعه الأول للمجموعة، في 13 سبتمبر 1957 لوس انجليس كاليفورنيا. حضر 13 شخصًا الاجتماع الأول للمقامرين المجهولون. كما تنص مقالة UPI أيضًا على أن 13 شخصًا حضروا الاجتماع الأول للجمعية العامة في لوس أنجلوس.
بدأت المنظمة في لوس أنجلوس في 13 سبتمبر 1957 بحلول عام 2005 وكان هناك أكثر من 1000 مجموعة GA في الولايات المتحدة، وأنشئت أفرقة في المجالات التالية:
- في الوقت الحالي، يلتقي في كل يوم العديد من أصحاب منظمات المقامرين المجهولين من جميع الولايات الخمسين الأمريكية.
- أستراليا فيليب سيدني مؤسس GA في أستراليا،[13] عقد أول اجتماع GA في سيدني في 25 نوفمبر1961،[14] في الكنيسة التجمعية في سري هيلز، مع ثلاثة مقامرين قهريين آخرين.[15] ثم أصبحت أستراليا ثاني دولة تنجح في إنشاء مجموعة GA في العالم.[16] كان فيليب عضوًا في مدمنين الكحول المجهولون، الذي انضم إليه في عام 1961 قبل بدء GA، اعتبارًا من عام 2005، بعد وفاة فيليب سيدني، عقدت أستراليا 200 اجتماع GA في الأسبوع وحقق الآلاف الامتناع عن ممارسة الجنس من خلال المقامرين المجهولون أستراليا.[16]
- المملكة المتحدة جوردون مودي، أمين مجلس الكنائس للمقامرة في عام 1958، بمساعدة هنري وفيفيان خلال رحلة عمل إلى المملكة المتحدة GA في بروكلين نيويورك، سمع جوردون مودي،[17] والقى كلمة في اجتماع حول موضوع المقامرة في كنيسة جنوب كرويدون الميثودية. بعد ذلك اقترب هنري من جوردون مودي وقدم نفسه على أنه مقامر قهري وعضو في GA في الولايات المتحدة. تعلم جوردون في الوقت المناسب الكثير من هنري وفيفيان، «يكفي أن أفهم – وأن أُفهم» من قبل شخص يطلب المساعدة في مشكلة القمار.[18][19]
- بدأت اليابانGA» » وGAM-ANON»]]»]] في اليابان عام 1989 وفقًا لمركز المعلومات الياباني GA في سبتمبر 2010،[20] كان لدى الجمعية العامة في اليابان 115 مجموعة وGAM-ANON كان لديها 93 مجموعة وفقًا لمركز المعلومات اليابانيGAM-ANON يعقد المؤتمر الوطني الياباني السنوي للجمعية العامة في أكتوبر،[20][21][22] بينما تعقد GAM-ANON اليابان مؤتمرها الوطني كل يونيو. كما تستضيف المجموعات الإقليمية للجمعية العامة والشبكة العالمية للملاحة الجوية مؤتمرات أصغر سنويا.
- كينيا جاكسون أوكوث هي مؤسسة المقامرون المجهولون في نيروبي كينيا،[23][24] تسرد الجمعية العامة في كينيا حاليًا ثلاث اجتماعات،[25] واحد في نيروبي واثنان في مورانجا[26]
- أيرلندا،[27] واسكتلندا،[28] وكندا[29][30]
- اسكتلندا وكندا والمكسيك وجنوب أفريقيا والبرازيل وإسرائيل وأوغندا وكوريا والعديد من المواقع الأخرى في جميع أنحاء العالم.[31][32]

بسبب جائحة COVID-19 لعام 2020، انتقلت معظم اجتماعات GA إلى منصات عبر الإنترنت مثل Zoom و GoToMeetings والمكالمات الهاتفية الجماعية، أو مزيج من هذه الوسيلة تم تعليق التجمعات الشخصية في المواقع المادية مؤقتًا بسبب المبادئ التوجيهية لفرقة العمل COVID-19 وغيرها من القواعد التنظيمية والمبادئ التوجيهية التنظيمية الأخرى في بلدان أخرى في جميع أنحاء العالم.

## الدلائل
يستخدم أعضاء المقامرون المجهولون الأسئلة 20 كدليل لتحديد ما إذا كانوا مقامرين قهريين. هذا ليس تقييمًا نهائيًا، ويمكن للفرد فقط بمساعدة طبيبه تحديد ما إذا كانت لديهم مشكلة قمار قهرية.
تسرد معايير تشخيص اضطراب المقامرة التابعة لجمعية الطب النفسي الأمريكية الحاجة إلى مقامر قهري لزيادة مبلغ الرهان المالي، واقتراض الأموال لتغطية الخسائر، والكذب لإخفاء مدى مقامرة المرء، وفقدان العلاقات والوظائف، و الأفكار المتكررة للمقامرة.
يستخدم [[ الوطني للألعاب المسؤولة NCRG DSM-5 التابع لجمعية الطب النفسي الأمريكية]] لوصف أعراض اضطراب القمار، المعروف أيضًا باسم المقامرة القهرية للمطاردة، وعدم القدرة على التوقف أو تقليص أو التحكم في مقامرتهم. اضطراب المقامرة هو الإدمان الوحيد على تعاطي المخدرات الذي تم تحديده في DSM-5 لجمعية الطب النفسي الأمريكية.
تقدم مايو كلينك قائمة بأعراض المقامرة القهرية، والتي تشمل الانشغال بالمقامرة، محاولة السيطرة أو التقليل أو التوقف والكذب. قد يبيع المقامر القهري ممتلكات شخصية، أو ينخرط في نشاط غير قانوني لتمويل إدمان القمار.
تسرد الإدارة الوطنية للمحيطات والغلاف الجوي مؤشرات المقامرة القهرية اقتراض الأموال، وقضاء ساعات طويلة للغاية في المقامرة. تسرد الإدارة الوطنية للمحيطات والغلاف الجوي مؤشرات المقامرة القهرية. تسرد NOAA أيضًا بعض السلوكيات التي يمكن ملاحظتها في مكان العمل للمقامر القهري.

## العلاج
تقترح جمعية الطب النفسي الأمريكية APA أن المشورة يمكن أن تساعد المقامر القهري. وتقدم APA أيضًا Dos وts Don للشركاء أو أفراد الأسرة، والتي تشمل طلب الدعم من GAM-ANON، إلى جانب التماس الدعم من GAM-ANON، إلى جانب استراتيجيات إدارة الأموال.
يقدم المقامرون المجهولون للأعضاء عددًا من الاقتراحات للامتناع عن المقامرة، وتشمل هذه عدم الاقتراب من مؤسسة القمار أو دخولها.